# Heiner Jahncke
Heiner Jahncke (* 7. Januar 1953 in Stuttgart) ist ein ehemaliger deutscher Filmschauspieler.

## Leben und Wirken
Der Sohn des Schauspielers Rolf Jahncke und ältere Bruder von Claus Jahncke hatte bereits als Kind in Stuttgart erste TV-Kinderrollen gespielt. Nach seiner Übersiedelung nach Hamburg, wo Heiner Jahncke das Gymnasium bis zu seinem Schulabschluss besuchte, war er mit einigen Teenagerrollen im Fernsehen zu sehen. Er hat auch als Sprecher bei Jugend-Hörspielen mitgewirkt. Als Erwachsener hat er sich einen Namen als Comic-Sammler und Experte zum Thema gemacht.

## Filmografie
- 1965: John Klings Abenteuer (Fernsehserie, eine Folge)
- 1967: Der Reichstagsbrandprozeß
- 1968: Der Hund ist weg
- 1970: Die Deutschlandreise
- 1971: Die Journalistin (Fernsehserie, eine Folge)
- 1972: Wir 13 sind 17 (Fernsehserie, eine Folge)